# Ствига (заповідне урочище)
Стви́га — лісове заповідне урочище в Україні. Розташоване в межах Сарненського району Рівненської області, на схід від села Дерть.
Площа 3,1 га. Статус присвоєно згідно з рішенням Рівненського облвиконкому від 28.02.1995 року № 33. Перебуває у віданні ДП «Остківський лісгосп» (Остківське л-во, кв. 39, вид. 35, 36, 39, 43—46).
Статус присвоєно для збереження частини лісового масиву з цінними насадженнями дуба, сосни, граба.
- Неподалік від заповідного урочища бере початок річка Ствига.